# José Miguel Cáceres
José Miguel Cáceres est un joueur dominicain de volley-ball né le 24 décembre 1981 à Tamayo (Baoruco). Il mesure 2,11 m et joue attaquant.

## Clubs
| Club               | Pays       | De        | À         |
| ------------------ | ---------- | --------- | --------- |
| Arona Tenerife     | Espagne    | 2005-2006 | 2006-2007 |
| Stade Poitevin     | France     | 2007-2008 | 2008-2009 |
| Indios de Mayagüez | Porto Rico | 2009-2010 | 2009-2010 |
| CAI Teruel         | Espagne    | 2010-2011 | 2010-2011 |
| Bre Banca Cuneo    | Italie     | 2011-2012 | …         |

## Palmarès
- Championnat de France
  - Finaliste : 2008